# Denis Villeneuve
Denis Villeneuve (født 3. oktober 1967) er en fransk-canadisk filminstruktør og manuskriptforfatter.

## Opvækst og karriere
Denis Villeneuve er født i Gentilly i nærheden af Trois-Rivières i Québec. Han gjorde sig første gang bemærket, da han vandt Radio-Canadas ungdomsfilmskonkurrence "La Course Europe-Asie" i 1990-1991. Han har vundet syv Genie Awards; fire for bedste instruktion, to for bedste manuskript og en for bedste kortfilm. Priserne er blandt andet vundet for filmene Maelström (2001), Polytechnique (2009), Incendies 2011 og Enemy (2013). De tre førstnævnte modtog også Genie Awards som bedste film.
Villeneuve har modtaget en række andre hædersbevisninger, særligt i 2010'erne. Blandt andet var Incendies nomineret til en Oscar for bedste udenlandske film i 2011, lige som New York Times udnævnte den som en af de ti bedste film fra 2011. Han vandt prisen som bedste instruktør for Enemy ved Canadian Screen Awards 2014, mens filmen var nomineret som bedste film. Sicario var med i konkurrencen om Den Gyldne Palme ved Filmfestivalen i Cannes 2015. I 2016 instruerede Villeneuve sci-fi-filmen Arrival med Amy Adams i hovedrollen samt Jeremy Renner og Forest Whitaker i biroller. Filmen blev nomineret til otte Oscars.
Han instruerede også fortsættelsen til Blade Runner, der fik titlen Blade Runner 2049 og havde som sin berømte forgænger Harrison Ford i hovedrollen, mens dennes instruktør, Ridley Scott, var producer af fortsættelsen.

## Filmografi
| År   | Titel                | Instruktør | Manuskriptforfatter | Producer |
| ---- | -------------------- | ---------- | ------------------- | -------- |
| 1998 | Un 32 août sur terre | Ja         | Ja                  | Nej      |
| 2000 | Maelström            | Ja         | Ja                  | Nej      |
| 2009 | Polytechnique        | Ja         | Ja                  | Nej      |
| 2010 | Incendies            | Ja         | Ja                  | Nej      |
| 2013 | Prisoners            | Ja         | Nej                 | Nej      |
| 2013 | Enemy                | Ja         | Nej                 | Nej      |
| 2015 | Sicario              | Ja         | Nej                 | Nej      |
| 2016 | Arrival              | Ja         | Nej                 | Nej      |
| 2017 | Blade Runner 2049    | Ja         | Nej                 | Nej      |
| 2021 | Dune                 | Ja         | Ja                  | Ja       |
| 2023 | Dune: Del 2          | Ja         | Ja                  | Ja       |